# Estabelecimento de Defesa de Fairbairn
O Estabelecimento de Defesa de Fairbairn é um complexo militar localizado em Camberra, na Austrália, que serve a Real Força Aérea Australiana (RAAF).
Depois de uma reforma governamental, o local da antiga Base aérea de Fairbrairn foi dividido em dois: uma parte seria para o Aeroporto Internacional de Camberra, e a outra continuaria sob a alçada do Ministério da Defesa, adquirindo o nome Estabelecimento de Defesa de Fairbairn. A única unidade da RAAF que continua baseada no local é o Esquadrão N.º 34, que é responsável pelas operações aéreas VIP, transportando entidades importantes como generais australianos, o primeiro-ministro, ministro de gabinete, líderes da oposição, entre outros. Contudo, o local continua a ser usado esporadicamente para a aterragem e descolagem de várias aeronaves militares de outros esquadrões.